# Bilîlivka, Rujîn
Bilîlivka (în ucraineană Білилівка) este localitatea de reședință a comunei Bilîlivka din raionul Rujîn, regiunea Jîtomîr, Ucraina.

## Demografie
Componența lingvistică a localității Bilîlivka
     Ucraineană (98,63%)
     Rusă (1,05%)
     Alte limbi (0,19%)
Conform recensământului din 2001, majoritatea populației localității Bilîlivka era vorbitoare de ucraineană (98,63%), existând în minoritate și vorbitori de rusă (1,05%).